# Миломир Минић
Милорад Минић (Драчић, 5. октобар 1950) био је српски политичар. Минић је био председник привремене владе Србије и високи функционер Социјалистичке партије Србије.
Ректор је Универзитета Џон Незбит у Београду од 2016. године.

## Биографија
Милорад Минић је основну и средњу школу завршио у Ваљеву. Дипломирао је на Правном факултету у Београду.
Као омладинац био је председник Окружног комитета Савеза социјалистичке омладине Ваљева, председник конференције ССО Србије, секретар Председништва Месног комитет Савеза комуниста Шапца, члан председништва РК ССРН Србије па заменик председника ЦК СК Србије за ОНО и ДСЗ. У ЦК СКС, чији је био члан, обављао је и дужност извршног секретара, а у СПС-у био је генерални секретар.
Године 1990. изабран је за генералног директора ЈЖТП, а касније је био и председник Управног одбора овог савезног железничког предузећа.
За председника Већа грађана Скупштине СРЈ изабран је 1994. године. У октобру 2000. године после победе коалиције ДОС на савезним изборима именован је за председника Владе Србије коју су чинили са по једном трећином министри из СПС, СПО и ДОС. Представници СРС су одбили да учествују у тромесечном мандату ове Владе која је на власти остала до републичких парламентарних избора када је за председника Владе изабран Зоран Ђинђић.